# Halberstadt CL.II
L'Halberstadt CL.II era un aereo da attacco al suolo biplano prodotto dall'azienda tedesco imperiale Halberstädter Flugzeugwerke GmbH negli anni dieci del XX secolo.
In dotazione alla Luftstreitkräfte, la componente aerea del Deutsches Heer (esercito) germanico, venne utilizzato nella seconda parte della prima guerra mondiale.

## Storia del progetto
Nell'agosto 1916 l'Idflieg emise una specifica per la fornitura di un nuovo velivolo nel ruolo di caccia di scorta di classe CL Typ. I CL Typ erano dei velivoli biposto che avevano, come caratteristica peculiare, una struttura più leggera di circa 250 kg rispetto ai C Typ monoposto. In virtù delle maggiori prestazioni, a parità di motorizzazione, ottenute semplicemente con una riduzione della massa del veicolo, i nuovi modelli dovevano essere affiancati ai C Typ in azioni belliche.
Alla richiesta rispose la Halberstädter Flugzeugwerke che presentò un modello basato sul precedente caccia Halberstadt C.V rimasto allo stadio di prototipo. L'Idflieg ne approvò il progetto nel novembre 1916 richiedendo la fornitura di un prototipo che venne completato nell'aprile 1917. Dopo le prove statiche venne portato in volo per la prima volta nel maggio successivo ottenendo impressioni positive; benché con le sue dimensioni particolarmente compatte per un biposto, risultasse leggero il nuovo velivolo, che assunse la designazione CL.II, si rivelò robusto, dotato di buona velocità e manovrabilità.
La commissione esaminatrice rimase soddisfatta delle prove raccomandando l'avvio alla produzione in serie. L'Idflieg emise quindi un ordine per la fornitura di 100 esemplari seguito da un secondo per altri 900 esemplari da evadere tra l'Halberstädter e la Bayerische Flugzeugwerke AG (BFW) che era stata appena fondata a Monaco di Baviera.

## Impiego operativo
I primi CL.II iniziarono ad essere consegnati ai reparti Shutzstaffeln di prima linea da fine luglio 1917 ed assegnati a compiti di protezione. Negli scontri con i caccia avversari si rivelò subito un modello di successo in quanto, date le sue dimensioni ridotte, veniva scambiato per un monoposto; in fase di ingaggio la maggior versatilità data dalla mitragliatrice posteriore montata su anello unita alla sua agilità si rivelava potenzialmente superiore.
Le sue caratteristiche si rivelarono adatte anche ad un nuovo ruolo; assegnati agli Schlachstaffeln, reparti con il compito di attacco al suolo, vennero utilizzati per bombardare obbiettivi in movimento e trincee avversarie con bombe da 10 kg e granate fino a 50 kg complessivi. Il 6 settembre 1917, 24 esemplari attaccarono con successo le truppe britanniche che stavano attraversando i ponti sul fiume Somme nella zona di Somme-Leuze e negli ultimi mesi fornirono supporto alle forze di terra durante la battaglia di Cambrai.
All'agosto 1917 risultavano in carico 15 esemplari, saliti a 175 nel 1918 con un picco nel mese di aprile di 342 apparecchi in dotazione ai reparti di prima linea. Benché nei mesi successivi iniziò ad essere sostituito sul fronte occidentale dal nuovo modello CL.IV, il CL.II rimase operativo fino alla fine del conflitto.

## Tecnica
Il CL.II era un velivolo dall'aspetto e dalla costruzione, per l'epoca, convenzionale, monomotore biplano con carrello fisso realizzato in legno e tela.
La fusoliera, costruita con struttura in legno e rivestita con pannelli di compensato e tela verniciata, era caratterizzata dalla presenza di due abitacoli separati aperti posti in tandem, l'anteriore per il pilota ed il posteriore per il mitragliere. Posteriormente terminava in un impennaggio classico monoderiva.
La configurazione alare era biplana con l'ala inferiore, montata bassa sulla fusoliera, collegata alla superiore, montata alta a parasole e collegata centralmente alla fusoliera tramite un castello tubolare, grazie ad una coppia di montanti per lato integrati da tiranti in filo d'acciaio.
Il carrello d'atterraggio era semplice, fisso con grandi ruote collegate tramite un assale rigido, integrato posteriormente da un pattino d'appoggio posizionato sotto la fusoliera in prossimità della coda.
La propulsione era affidata ad un motore Mercedes D.III, un sei cilindri in linea raffreddato a liquido in grado di erogare una potenza pari a 160 PS (118 kW) ed abbinato ad un'elica bipala in legno a passo fisso.

## Versioni
CL.II
prima versione di produzione in serie, equipaggiata con un motore Mercedes D.II da 160 PS.
CL.IIa
versione equipaggiata con il più potente motore Mercedes D.IIIa da 185 PS.

## Utilizzatori
Germania
- Luftstreitkräfte

 Lituania
- Karo aviacija

## Esemplari attualmente esistenti
Un relitto di Halberstadt CL.II, consistente nella fusoliera e nella parte centrale dell'ala superiore, è attualmente esposto presso il Museo dell'aviazione polacca (Muzeum Lotnictwa Polskiego) a Cracovia.